# Rouet
Rouet település Franciaországban, Hérault megyében. Lakosainak száma 69 fő (2022. január 1.). Rouet Claret, Ferrières-les-Verreries, Mas-de-Londres, Notre-Dame-de-Londres és Valflaunès községekkel határos.

## Népesség
A település népessége az elmúlt években az alábbi módon változott:
| Lakosok száma | 46   | 53   | 45   | 59   | 52   | 59   | 65   | 68   | 68   | 69   |
|               | 1968 | 1982 | 1990 | 2006 | 2013 | 2015 | 2017 | 2019 | 2020 | 2022 |